# Різжак рудоспинний
Різжа́к рудоспинний (Campylorhynchus capistratus) — вид горобцеподібних птахів родини воловоочкових (Troglodytidae). Мешкає в Мексиці і Центральній Америці. Раніше вважалися конспецифічним з рудошиїм різжаком, однак був визнаний окремим видом.

## Опис

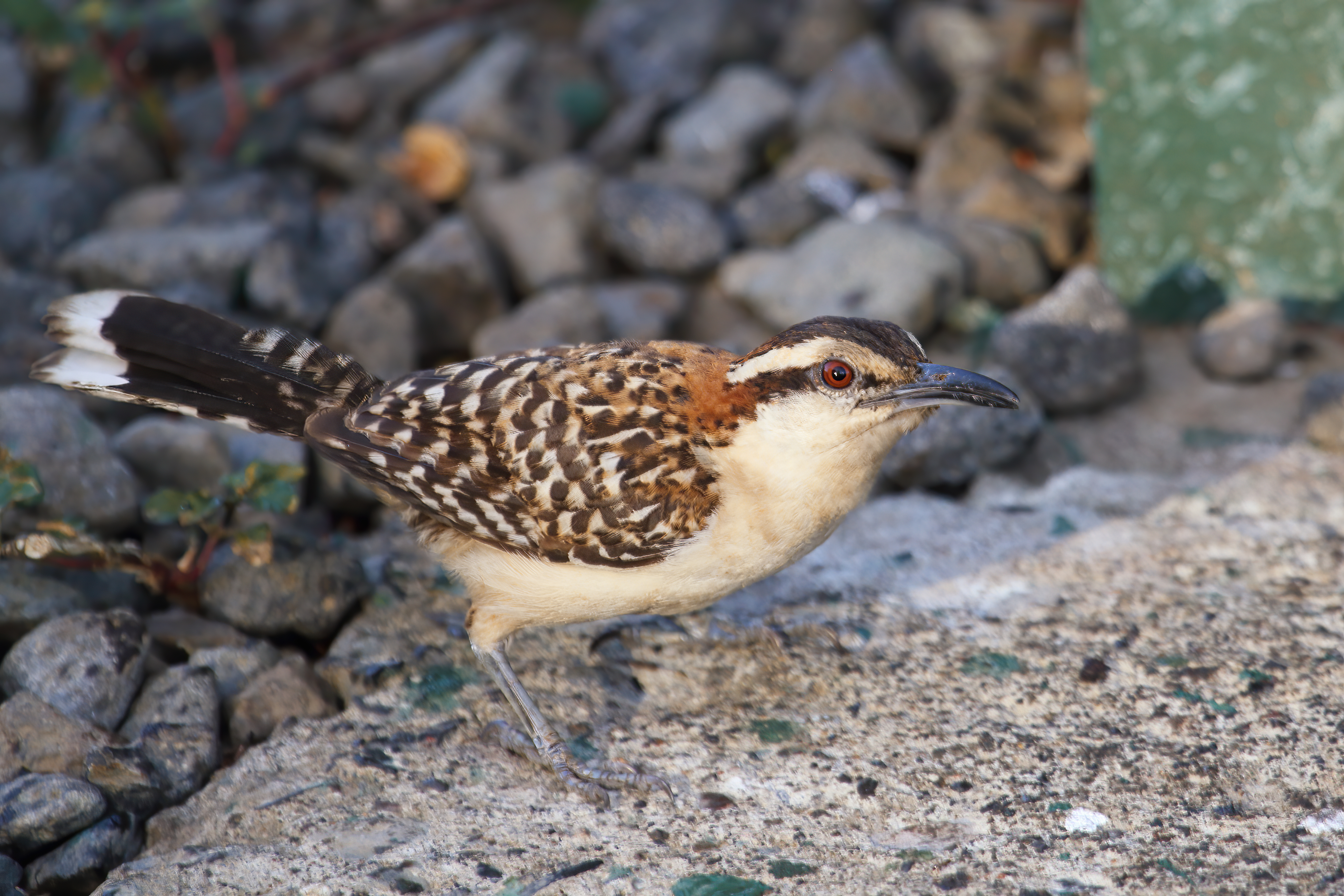
Рудоспинний різжак (Коста-Рика)

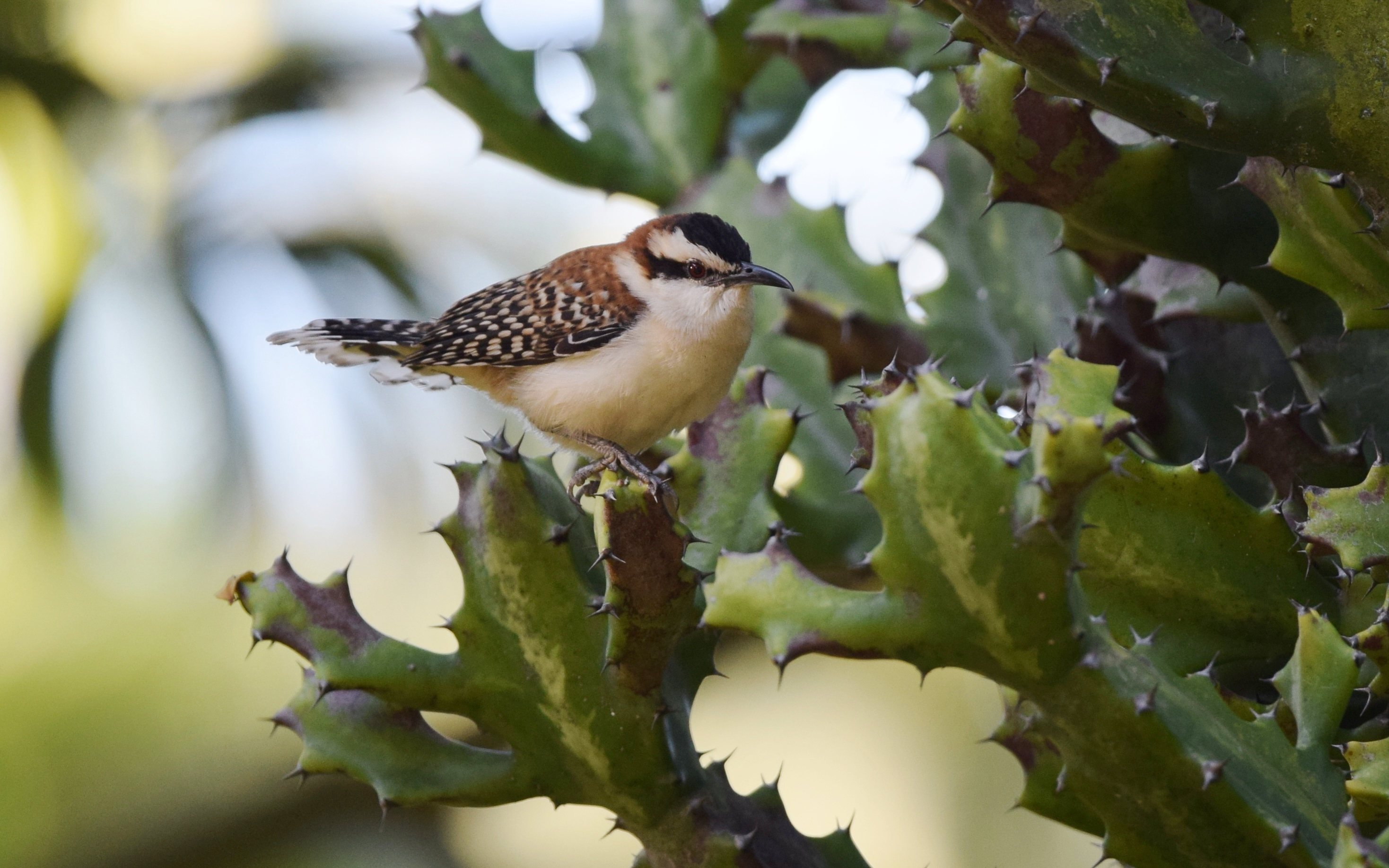
Рудоспинний різжак

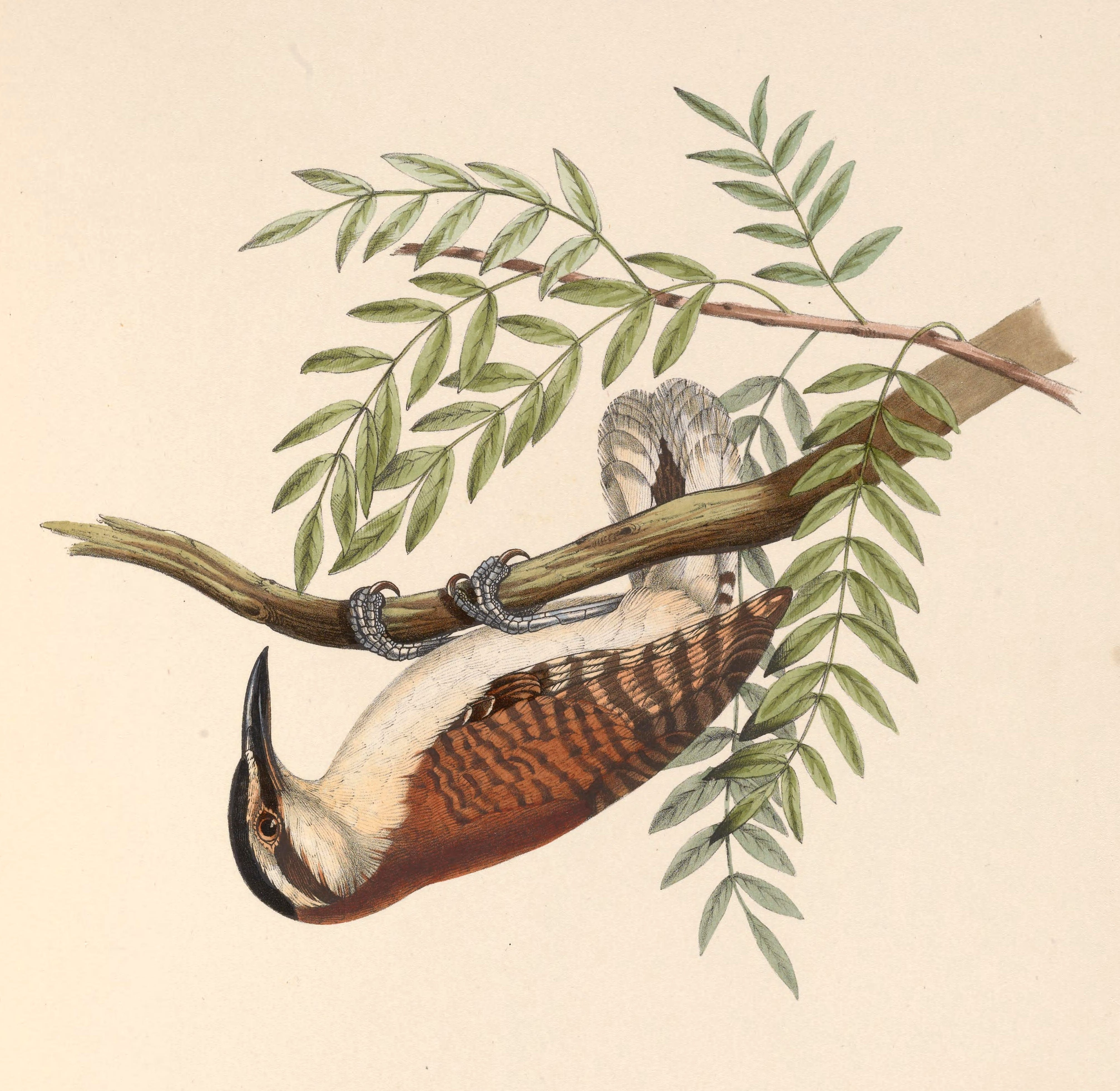
Рудоспинний різжак

Довжина птаха становить 15-19 см, вага 24-42 г. Верхня частина голови чорна, задня частина потилиці і спина рудуваті, нижня частина спини і надхвістя більш коричнюваті, поцятковані рудувато-коричневими, білими і чорними смугами. Крила і центральні стернові пера поцятковані широкими чорними і блідо-сірими смугами, решта стернових пер переважно чорні з широкими білими кінчиками і чорними плямками на них. Над очима широкі білі "брови". через очі ідуть чорні смуги, щоки білі, горло і решта нижньої частини тіла біла, живіт має легкий охристий відтінок. Очі червонуваті, сірі, карі або червонувато-карі, дзьоб чорний, знизу біля основи сірий, лапи сизі. Виду не притаманний статевий диморфізм. У молодих птахів верхня частина тіла і смуга, яка іде через очі, попелясто-чорні, "брови" і нижня частина тіла більш охристі. Рудуватий відтінок на надхвісті і спині більш тьмяний, спина поцяткована нечіткими охристими смугами, світлі смуги на крилах менш чіткі, охристі.
.

## Підвиди
Виділяють шість підвидів:
- C. c. nigricaudatus (Nelson, 1897) — узбережжя південно-західної Мексики (Чіапас) і Гватемали;
- C. c. capistratus (Lesson, RP, 1842) — узбережжя Гватемали і Сальвадору;
- C. c. xerophilus (Griscom, 1930) — долина Мотаґуа в Гватемалі;
- C. c. castaneus Ridgway, 1888 — від Гватемали до Гондурасу і Нікарагуа;
- C. c. nicaraguae (Miller, W & Griscom, 1925) — внутрішні райони на заході Нікарагуа;
- C. c. nicoyae Phillips, AR, 1986 — півострів Нікоя[en] (північно-західна Коста-Рика).

## Поширення і екологія
Рудоспинні різжаки мешкають в Мексиці, Гватемалі, Сальвадорі, Гондурасі, Нікарагуа і Коста-Риці. Вони живуть в сухих тропічних лісах і рідколіссях, в чагарникових і кактусових заростях, у вторинних лісах і саванах, іноді в мангрових заростях, на тінистих кавових плантаціях і в гірських тропічних лісах. Зустрічаються парами або сімейними зграйками до 4 птахів, в Сальвадорі на висоті до 1400 м над рівнем моря, в Коста-Риці на висоті до 800 м над рівнем моря.
Рудоспинні різжаки живляться безхребетними, зоерема дрібними жуками, цвіркунами. личинками, тарганами, павуками тощо. Шукають їжу серед листя і густої рослинності, в тріщинах кори або серед епіфітів. Гніздування в Сальвадорі триває з березня по липень, в Коста-Риці з квітня по серпень. Гніздо кулеподібне з бічним входом, робиться парою птахів з трави і рослинних волокон, гніздова камера встелюється пухом і пір'ям. Гніздо розміщується в чагарникових або кактусових заростях, на висоті від 1,5 до 10 м над землею, переважно на висоті 4,5 м над землею, часто поблизу осного гнізда. Іноді птахи використовують покинуті гнізда плямистоволих трупіалів. В кладці 4-5 білих яєць, поцяткованих коричневими, пурпуровими або чорними плямами, іноді 3 або 6. Інкубаційний період триває приблизно 2 тижні, пташенята покидають гніздо через 2 тижні після вилуплення.